# Heinzgerd Brakmann
Heinzgerd Brakmann (* 29. Januar 1944 in Rhede, Kreis Borken) ist ein deutscher katholischer Theologe. Der habilitierte Liturgiewissenschaftler und Ostkirchenkundler wirkte u. a. als wissenschaftlicher Mitarbeiter des Franz-Joseph-Dölger-Instituts zur Erforschung der Spätantike an der Universität Bonn.

## Leben
Nach Studium an der Rheinischen Friedrich-Wilhelms-Universität Bonn und in Paris war er von 1969 bis 1976 als wissenschaftlicher Mitarbeiter am Lehrstuhl für Liturgiewissenschaft der Universität Bonn und von 1976 bis zu seinem Ruhestand 2009 im Franz Joseph Dölger-Institut der Universität Bonn tätig, dort von 1995 bis 2009 als Vertreter des Direktors. Von 1983 bis 2003 hatte er einen Lehrauftrag für Liturgiewissenschaft am Studienhaus St. Lambert. Seit 1995 ist er Lehrbeauftragter für Ostkirchenkunde beim Theologischen Studienjahr Jerusalem. Nach der Habilitation 2001 für Liturgiewissenschaft und Ostkirchenkunde wurde er zum Privatdozenten an der Katholisch-Theologischen Fakultät der Universität Bonn ernannt.
Heinzgerd Brakmann ist ständiger Mitarbeiter der Zeitschrift Archiv für Liturgiewissenschaft, war Fachberater für Orientalisches Christentum beim Lexikon für Theologie und Kirche und Leiter der Sektion „Liturgie“ der Internationalen Koptologenkongresse in Louvain-la-Neuve (1988), Washington, D.C. (1992), Münster (1996), Leiden (2000), Paris (2004) und Rom (2012). Er wirkte 1995 bis 2020 als Mitherausgeber des Reallexikons für Antike und Christentum. Er wirkt derzeit als Herausgeber des „Jerusalemer Theologischen Forums“ und der „Semaines d’études liturgiques Saint-Serge“, wissenschaftlicher Beirat der Ostkirchlichen Studien, Editorial Board Member of the „Claremont Coptic Encyclopedia“ und Mitglied der Sektion für die Herausgabe des Archiv für Liturgiewissenschaft am Abt-Herwegen-Institut (Maria Laach). Seit 2010 ist er Mitglied des Boards der internationalen Society of Oriental Liturgies und seit 2011 Senior Member der Graduiertenschule für Geisteswissenschaften Göttingen.
2022 wurde ihm der "Prix Saint-Grégoire Péradzé" verliehen (Pro Georgia, Universität Warschau).
Die Forschungs- und Interessenschwerpunkte Heinzgerd Brakmanns sind Gottesdienst und Geschichte der altkirchlichen Patriarchate und Katholikate, abendländische Liturgiereformen des 16. und 20. Jahrhunderts und die Gegenwartslage des Christentums östlicher Tradition in Heimat und Diaspora.